# Alexandros Kessidis
Alexandros "Alex" Michel Bjurberg Kessidis (ur. 23 marca 1995) – szwedzki zapaśnik walczący w stylu klasycznym. Olimpijczyk z Tokio 2020, gdzie zajął jedenaste miejsce w kategorii 77 kg. 
Wicemistrz świata w 2019; piąty w 2018. Brązowy medalista mistrzostw Europy w 2020; piąty w 2018 i 2024. Brązowy medalista igrzysk europejskich w 2019. Trzeci w Pucharze Świata w 2022. Triumfator mistrzostw nordyckich w 2016 i 2017. 
Mistrz Europy U-23 w 2017 i drugi w 2016.
Mistrz Szwecji w 2016, 2017, 2018 i 2019 roku.